# Kumi Sugaï
Kumi Sugaï (菅井 汲, Sugai Kumi, de son vrai nom Teizo Sugaï) est un peintre japonais du XXe siècle, né le 13 mars 1919 à Kobe et mort le 14 mai 1996 dans la même ville. Il est aussi graveur, lithographe, sculpteur, calligraphe.
Ses premières peintures sont ludiques, représentant des figures, paysages, animaux. Partant de l'art figuratif, il a ensuite évolué vers l'art informel puis vers l'expressionnisme abstrait pour aboutir à un art abstrait de plus en plus géométrique qualifié de hard edge abstrait à la suite de la géométrisation de Piet Mondrian. Actif en France à partir de 1952, il rejoint les représentants de la nouvelle École de Paris, appelée Seconde École de Paris après 1950. Bien que sa carrière se soit déroulée principalement en France, il reste un des artistes reconnus de l'abstraction japonaise — dont le groupe Gutai, fondé à Osaka par Jirō Yoshihara.

## Biographie et parcours artistique

### Famille, formation, débuts
Issu d'une famille de musiciens traditionnels, à l'âge de 9 ans (1928), Kumi Sugaï expérimente déjà la peinture à l'huile. À 14 ans, il entre à l'école des beaux-arts d'Osaka où il apprend à la fois les techniques de l'art occidental et celles de la calligraphie japonaise, qui tient dans son œuvre une part importante. Il y reste jusqu'en 1933.
Obligé de quitter ses études pour des raisons financières, il travaille pour le service publicitaire de l'entreprise ferroviaire Hankyu Corporation de 1937 à 1945. Pendant les années 1940, il fait des recherches dans les journaux d'art sur les artistes européens ainsi que les artistes américains.

### Première période à Paris
Lorsqu'il arrive à Paris en 1952, Sugaï Kumi a déjà une solide connaissance de la peinture contemporaine. Il admire en particulier Joan Miró et Alexander Calder. Il suit des cours à l'académie de la Grande-Chaumière et il présente ses œuvres à la galerie Craven à Paris pour sa première exposition personnelle en 1954. Il expose quatre ans plus tard à l'Exposition universelle et internationale de Bruxelles, en 1958.

« Sugaï est alors proche du milieu de l’art informel et bénéficie notamment du soutien des critiques Jean-Clarence Lambert et Roger van Gindertael. En dépit de sa vie éloignée de toute agitation mondaine, tout entière consacrée au travail, il est remarqué, dès sa première exposition au Salon d’automne 1952. »

— Extrait de la notice du Centre Pompidou
Dans ses premières peintures parisiennes, Kumi Sugaï utilise la technique des graffitis sur des fonds à peu près sans couleur, il dessine des évocations de paysages urbains et d'êtres vivants, hommes ou animaux, à la limite de l'abstraction, avec quelque chose de l'amenuisement des personnages de Giacometti. Dans une seconde période, autour de 1953, il évoque, plus colorés et tendant de plus en plus aux signes graphiques abstraits, des personnages-insectes, animaux emblématiques, et de nombreux petits diables cornus.
Jusqu'en 1955, il suit le mouvement du nouveau réalisme, et de l'abstraction lyrique avec des œuvres comme Oka (Colline) 1956, huile sur toile de 68,5 × 131 cm, se détachant de ses premières œuvres calligraphiques et monochromatiques pour rajouter à sa palette des violets, verts et jaunes, utilisant des structures formelles purement abstraites, avec encore des contours flous, qui gagnent en netteté à partir de 1962.
En 1957, il réalise les œuvres qui décorent la villa sur la Côte d'Azur où est tourné Bonjour tristesse par Otto Preminger d'après le roman de Françoise Sagan.
En 1959, il obtient le prix du musée d'art moderne de Zagreb pour l'exposition internationale de gravures de Ljubljana, en 1960 celui du musée national d'Art moderne de Tokyo, en 1961 le grand prix de la Triennale internationale de gravure de Grenchen.[Quoi ?]
Kumi Sugaï se distingue des autres artistes de la Seconde École de Paris, dont il fait partie, par « son attitude à l'égard du monde » selon Hans Jaffé. Son œuvre connaît deux périodes distinctes : la première, folklorique, avec des signes très évocateurs qui font son succès, la seconde géométrisée et colorisée.

### L'abstraction
La période qui commence en 1962 voit apparaître un changement radical dans le style de l'artiste qui abandonne la double signature dont il usait déjà au Japon vers 1950 et dès son arrivée à Paris 1950 : son prénom était écrit en signes japonais, son nom de famille en lettres de l'alphabet latin. Il ne garde que le nom en alphabet latin.
Il travaille désormais par séries, se livrant à une abstraction intitulée en anglais hard-edge painting, à la suite de Piet Mondrian, en réaction à l'expressionnisme abstrait d'Américains tel Robert Rauschenberg, mais aussi au nouveau réalisme.
Sa nouvelle inspiration trouve son épanouissement dans de grandes compositions. Puis, à partir de 1960, il évolue brutalement. Il adopte les différentes possibilités de l'abstraction géométrique, jouant des différences de matières, du grumeleux à la transparence, par des agencements de formes tracées à la règle et colorées en aplats bariolés. Ces signes, rubans sinueux, évoquent sa passion pour l'automobile et la vitesse, révélée dans la série Autoroute.
À partir de 1962, il traduit certaines de ses formes en sculptures en bronze. Il réalise de très nombreuses lithographies, illustrant notamment deux recueils de poèmes de Jean-Clarence Lambert, et une fresque pour le hall d'entrée du musée d'art moderne de Tokyo.
À partir de 1964, année où il peint Violet, huile sur toile de 263,5 × 198 cm achetée pour la collection Peter Stuyvesant, ses toiles prennent des proportions de plus en plus grandes. Peintes à un rythme simple et subtil, utilisant parfois des couleurs que Jaffé qualifie de « stridentes », l'artiste utilise de grandes surfaces ovales « comme les écus de guerriers du siècle passé ». La plupart des œuvres contiennent alors des bandes claires notamment Soleil bleu (1969), acrylique sur toile de 152,5 × 400 × 6,5 cm, et la matière gagne en épaisseur.

« L’œuvre Sans titre, 1986, relève de l’ultime évolution de l’art de Sugaï, lorsque réapparaissent des motifs empruntés à la nature et des variations dans le travail de la matière. Les ondes concentriques, sur le panneau inférieur, et le soleil, sur le panneau triangulaire, sont présents dans des œuvres de la même époque, où ils se combinent de multiples manières avec d’autres motifs dont la série reste limitée. […] Leur efficacité tient à la charge énergétique que les motifs dégagent, due notamment à l’ouverture des rayons et à l’élargissement des ondes, au contraste entre l’expansion du rouge et le poids du noir. Ni éléments descriptifs ni signes formels, ces éléments, combinés par l’assemblage de châssis aux formes variables, invitent le spectateur à une contemplation d’ordre physique. »

Bien qu'il ait toujours exposé avec les artistes de son pays d'accueil, Kumi Sugaï n'a jamais cessé de figurer parmi les artistes japonais dans les expositions internationales. À Paris, il était surtout lié avec une colonie d'artistes japonais vivant à Paris parmi lesquels figurent Key Sato, Toshimitsu Imaï, Hisao Dōmoto, Yasse Tabuchi, Akira Kito, Shu Tanaka, Ado Sato.
Selon Michel Ragon, la sculpture abstraite de Sugaï reste assez pauvre, et peu fournie en œuvres. On dispose de peu d'exemples sur sa sculpture. La maison de vente Doré et Giraud, à Paris, a mis aux enchères une Sculpture en U en 2015.
Plusieurs estampes et lithographies de l'artiste sont conservées au cabinet des estampes de la Bibliothèque nationale de France (19 estampes et huit lithographies).
Kumi Sugaï a également illustré de quatre lithographies en couleur le texte de Jean-Clarence Lambert, La Quête sans fin, en 1970.

### Décès
Il meurt treize ans après la très grande rétrospective de ses œuvres au Seibu Museum of Art, groupement artistique de Tokyo (1983), alors qu'il était retourné visiter sa famille à Kobe.

## Expositions personnelles
- 1954 : galerie Craven à Paris et Palais des beaux-arts de Bruxelles.
- 1955 : exposition de gouaches, Londres.
- 1956 : nouvelle exposition de gouaches à la galerie REMAC à Cannes.
- 1957 : Paris et Bâle.
- 1958 : exposition de gouaches à Zurich ; importante exposition à Paris, qui marque le début de son succès et à partir de laquelle il expose très régulièrement à Paris.
- 1959, 1960, 1961, 1962 : New York.
- 1960 : musée municipal de Leverkusen et à Ljubljana.
- 1961 : Hanovre, Düsseldorf, Brême Klagenfurt.
- 1962 : Oslo, Francfort-sur-le-Main.
- 1963 : première rétrospective à la Kestnergesellschaft de Hanovre.
- 1983 : grande rétrospective au Seibu Museum of Art de Tokyo[24].
- 1984 : Ohara Musem of Art de Kurashiki.

## Œuvres exposées dans les musées
(Liste non exhaustive.)

### En France
- Paris, Centre national d'art et de culture Georges-Pompidou[25]
  - Oka, 1956, peinture[26]
  - Sans titre, 1964, lithographie en 3 couleurs[27]
  - La Bleue, 1960, lithographie en 2 couleurs[28]
  - Le Rouge, 1961, lithographie en 2 couleurs[29]
  - Le Zéphyr, 1962, huile sur toile[30]
  - Encres bleues, 1962, lithographie[31]
  - Vent violet, 1962, lithographie en 2 couleurs[32]
  - Éclipse de soleil, 1966, lithographie en 2 couleurs[33]
  - Soleil bleu, 1969, acrylique sur toile[34]
  - Sans titre, 1986[5]
- Paris, musée d'art moderne
  - Sans titre, 1964, lithographie en couleurs[35]
- Paris, BnF
  - Bronze, 1963, lithographie[36]
- Troyes, musée d'art moderne[37]

### À l'étranger
- New York, Metropolitan Museum of Art
  - Sans titre, 1960, huile sur toile[38]
- New York, Musée Solomon R. Guggenheim
  - Shiro (White), 1957[39]
- Rio de Janeiro, musée d'art moderne
- Tokyo, musée d'art moderne
  - Autoroute de matin
- Danemark, Samlinger National Museet collection
  - L'Autoroute, 1965, huile sur toile (55 × 46,5 cm)[40]